# Giro del Belvedere 2010
Il Giro del Belvedere 2010, settantaduesima edizione della corsa e valida come evento dell'UCI Europe Tour 2010 categoria 1.2U, si svolse il 5 aprile 2010 su un percorso di 154 km. Fu vinto dal bielorusso Siarhei Papok che terminò la gara in 3h42'37", alla media di 41,506 km/h.
Partenza con 185 ciclisti, dei quali 67 portarono a termine la gara.

## Ordine d'arrivo (Top 10)
| Pos. | Corridore             | Squadra      | Tempo    |
| ---- | --------------------- | ------------ | -------- |
| 1    | Siarhei Papok         | San Marco    | 3h42'37" |
| 2    | Angelo Pagani         | Trevigiani   | s.t.     |
| 3    | Luca Benedetti        | Arvedi       | a 17"    |
| 4    | Diego Zanco           | Zalf-Désirée | s.t.     |
| 5    | Fabio Aru             | Palazzago    | a 33"    |
| 6    | Francesco Bongiorno   | Futura Team  | a 43"    |
| 7    | Matteo Collodel       | Zalf-Désirée | a 50"    |
| 8    | Nicola Boem           | Ort Reale    | s.t.     |
| 9    | Blaž Furdi            | Sava         | s.t.     |
| 10   | Konstantin Klimiankou | Palazzago    | s.t.     |